# ليون دوجلاس
ليون دوجلاس (بالإنجليزية: Leon Douglass)‏ هو مخترِع أمريكي، ولد في 12 مارس 1869 في نبراسكا في الولايات المتحدة، وتوفي في 7 سبتمبر 1940 في سان فرانسيسكو في الولايات المتحدة.

## وصلات خارجية
- ليون دوجلاس على موقع IMDb (الإنجليزية)